# Dom (film fra 2011)
 For alternative betydninger, se Dom. (Se også artikler, som begynder med Dom)
Dom (russisk: Дом) er en russisk spillefilm fra 2011 af Oleg Pogodin.

## Medvirkende
- Sergej Garmasj som Viktor Sjamanov
- Bogdan Stupka som Grigorij Ivanovitj Sjamanov
- Jekaterina Rednikova som Natalja
- Vladimir Epifantsev som Pasjka
- Larisa Malevannaja som Nadezjda